# Rassemblement des fans de Ranczo
Le Rassemblement des fans de la série Ranczo (en polonais : Zlot Fanów serialu Ranczo) est un événement annuel organisé en Pologne, dédié à la série télévisée culte Ranczo. Ce rassemblement se tient principalement à Jeruzal, village de la voïvodie de Mazovie, qui sert de décor principal à la série sous le nom fictif de Wilkowyje. L'événement attire des milliers de fans et célèbre l'univers de la série à travers des animations, des rencontres avec les acteurs et des activités culturelles.

## Histoire

### Première édition (2021)
La première édition du rassemblement a lieu en 2021 à Jeruzal. Organisé de manière modeste, il permet aux fans de visiter les lieux emblématiques de la série, tels que le magasin U Krysi et l'église du village. Les participants découvrent les décors et échangent avec d'autres amateurs de la série.

### Deuxième édition (2022)
En 2022, le rassemblement prend de l'ampleur, attirant plusieurs centaines de visiteurs. Le programme comprend un marché local avec des produits artisanaux et des spécialités culinaires, des concours (quiz sur la série, concours de sosies des personnages), la présence de Piotr Pręgowski, qui incarne Patryk Pietrek dans la série, pour des performances musicales et des rencontres avec le public. Cette édition marque le début d'une tradition annuelle, avec une participation croissante des fans.

### Troisième édition (2023)
En 2023, le rassemblement s'étend sur une journée complète, avec un programme enrichi, des courses depuis le banc, un parcours inspiré des lieux de la série, un marché folklorique proposant des produits locaux et des souvenirs, des spectacles musicaux et des animations pour enfants, la participation de plusieurs acteurs, pour des séances de dédicaces et des discussions.

### Quatrième édition (2024)
En 2024, le rassemblement a lieu les 15 et 16 août, avec un programme étendu sur deux jours,. Les principales activités incluent, un marché traditionnel avec des stands de nourriture, d'artisanat et de souvenirs, des rencontres avec les acteurs, notamment Grażyna Zielińska (Babka) et Beata Kowalska (Wezółowa), des concours (quiz, déguisements) et des spectacles inspirés de la série,. Cette édition renforce la popularité de l'événement, attirant plusieurs milliers de participants.

### Cinquième édition (2025)
En 2025, l'événement célèbre le 20e anniversaire de la diffusion de la série télévisée,. Organisé les 15 et 16 août, il propose un programme exceptionnel. Le 15 août la course depuis le banc, un marché traditionnel avec des animations et des produits locaux, des rencontres avec les acteurs : Piotr Pręgowski, Sylwester Maciejewski, Bogdan Kalus, Ewa Kuryło et Grażyna Zielińska et des spectacles musicaux et danses folkloriques. Le 16 août, un relais en direct par l'équipe de Pytanie na śniadanie, l'iauguration du jeu de piste Ranczo - Pietrkowy skarb w Wilkowyjach pour explorer les lieux de la série, l'annonce des résultats du quiz national sur Ranczo, un concert en soirée organisé par Telewizja Polska, avec une première partie dédiée à l'univers de la série, suivie de prestations d'artistes polonais. En parallèle, la ville voisine de Mrozy accueille un pique-nique familial et un concert en plein air, dans le cadre de la tournée Lato z Radiem i Telewizją Polską.